# 4174 Pikulia
4174 Pikulia este un asteroid din centura principală, descoperit pe 16 septembrie 1982 de Liudmila Cernîh.